# سایوز تی‌ام‌ای-۲۰
سایوز-تی‌ام‌ای-۲۰ (به روسی: Союз )(به معنای اتحاد) یک مأموریت سرنشین دار سازمان ملی فضانوردی روسیه به سمت ایستگاه فضایی بین‌المللی محسوب می‌شود.

همچنین فضاپیمای این مأموریت وظیفه ارسال و بازگرداندن تعدادی از فضانوردان گروه اعزامی ۲۶ و گروه اعزامی ۲۷ را نیز بر عهده داشت.

## خدمه مأموریت
| نام               | ملیت                | تعداد پرواز | نقش عملیاتی | تصویر |
| دمیتری کوندراتیف  | روسیه               | ۱           | فرمانده     |       |
| کاترین کولمن      | ایالات متحده آمریکا | ۲           | مهندس پرواز |       |
| پائولو ای. نسپولی | ایتالیا             | ۳           | مهندس پرواز |       |

## نگارخانه

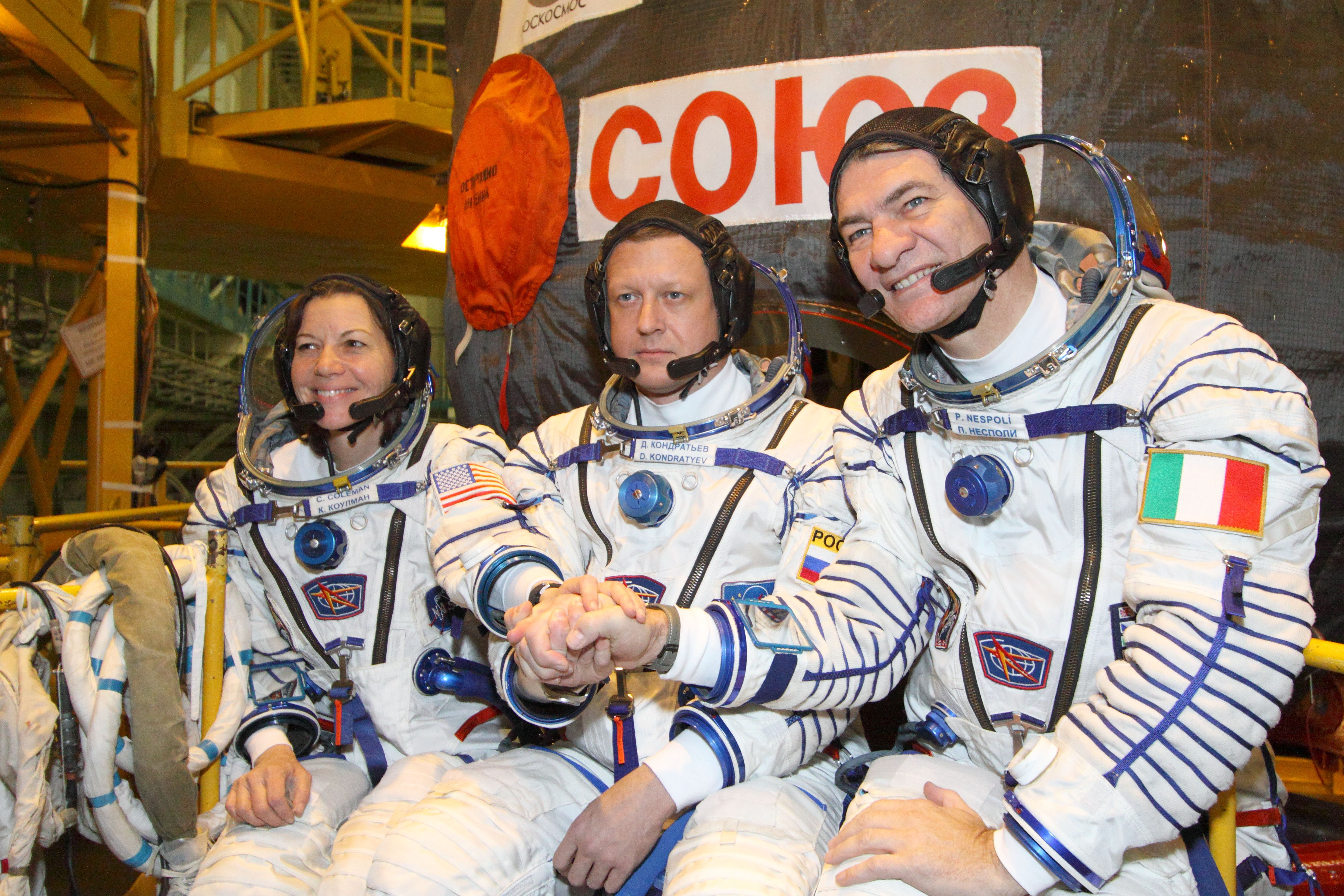
فضانوردان تی‌ام‌ای-۲۰
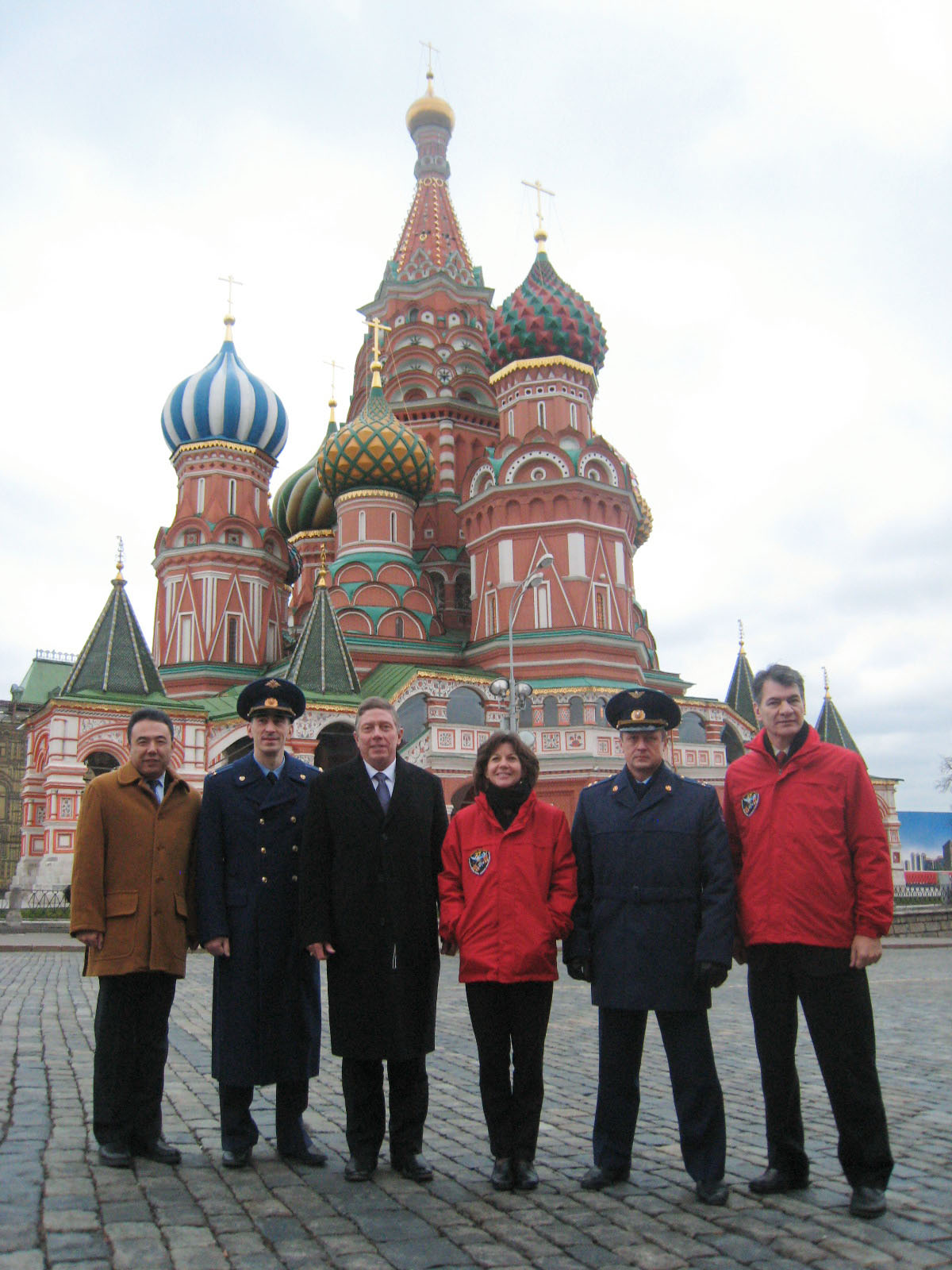
فضانوردان اصلی و پشتیبان تی‌ام‌ای-۲۰
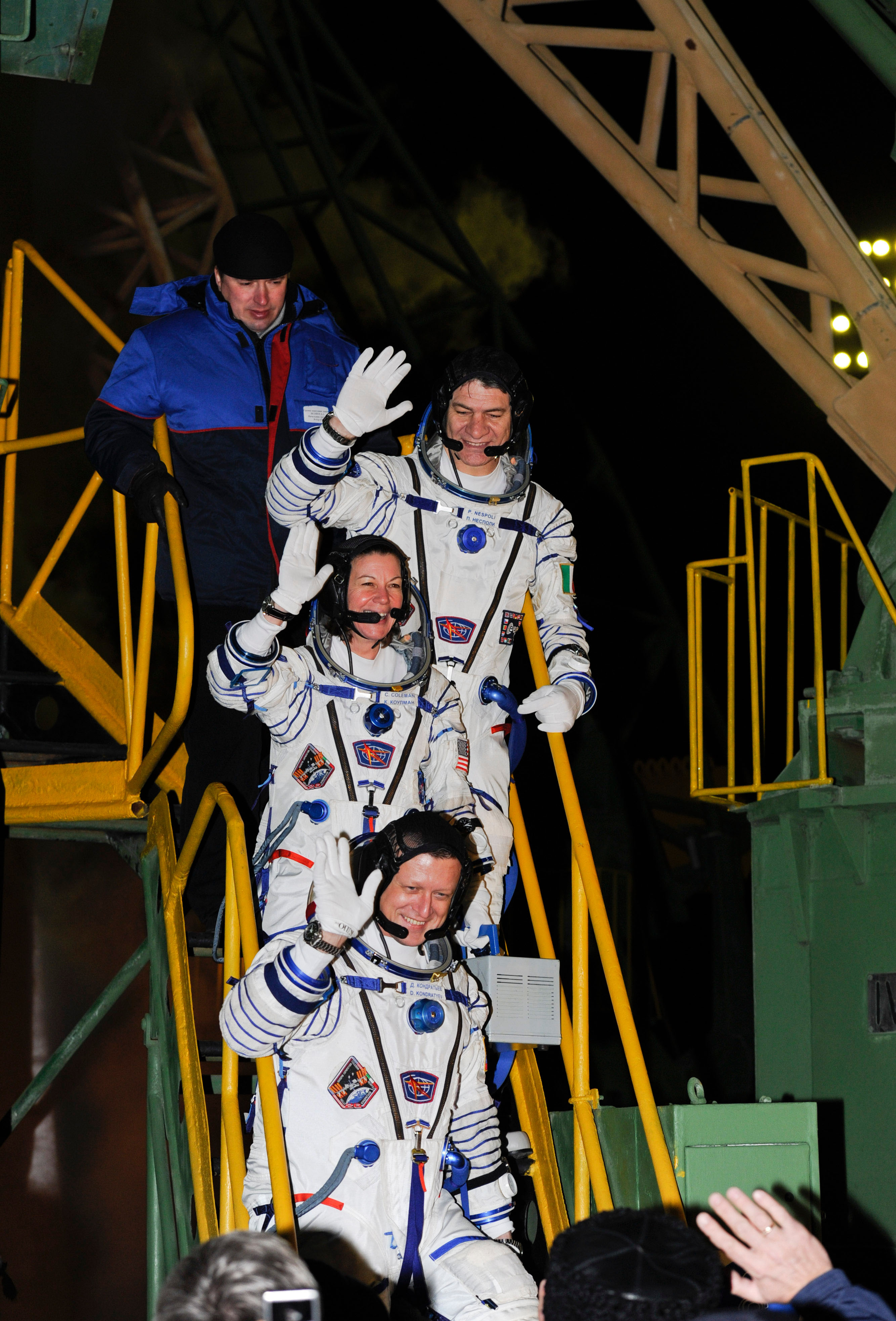
پیش به سوی پرتاب
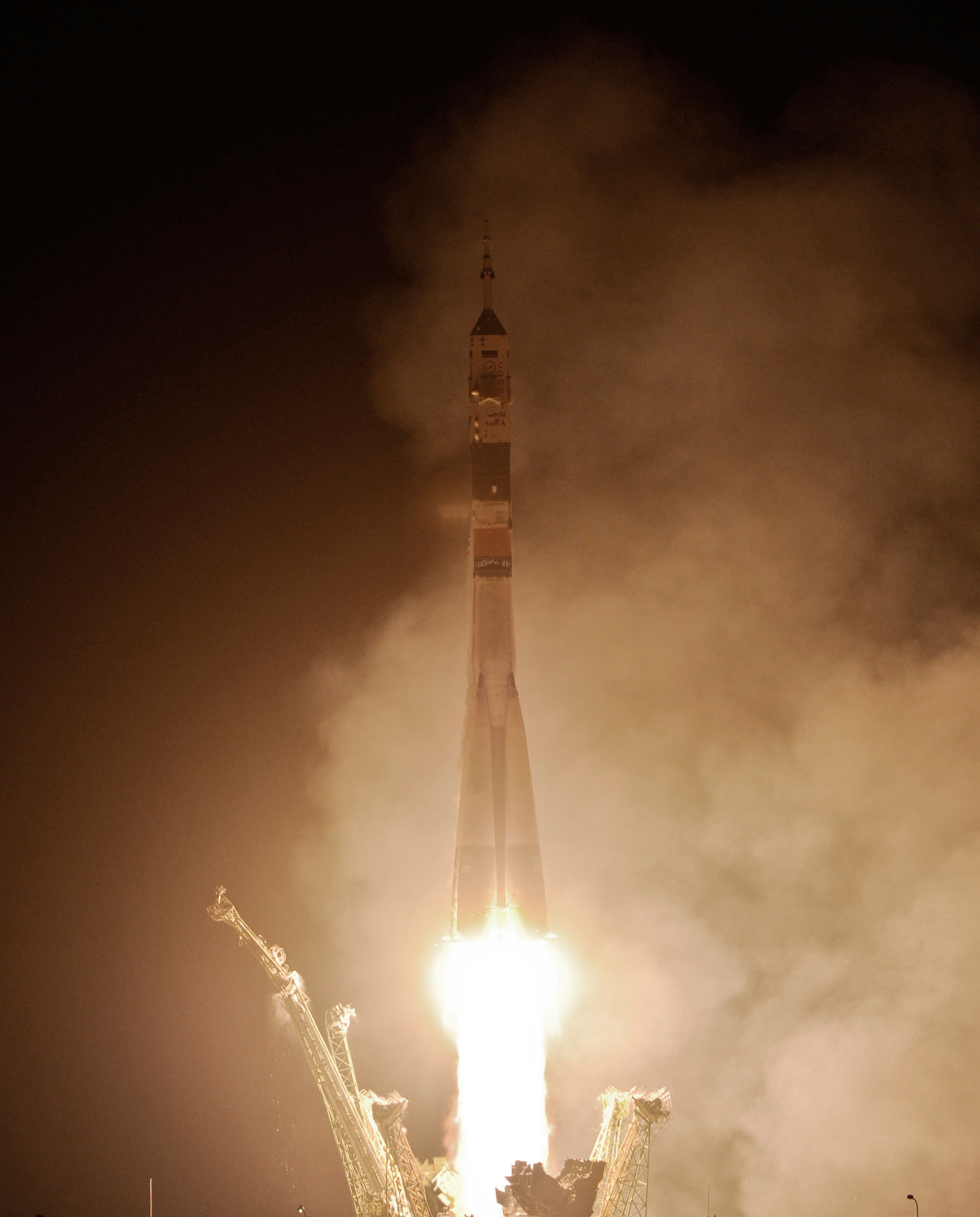
پرتاب تی‌ام‌ای-۲۰
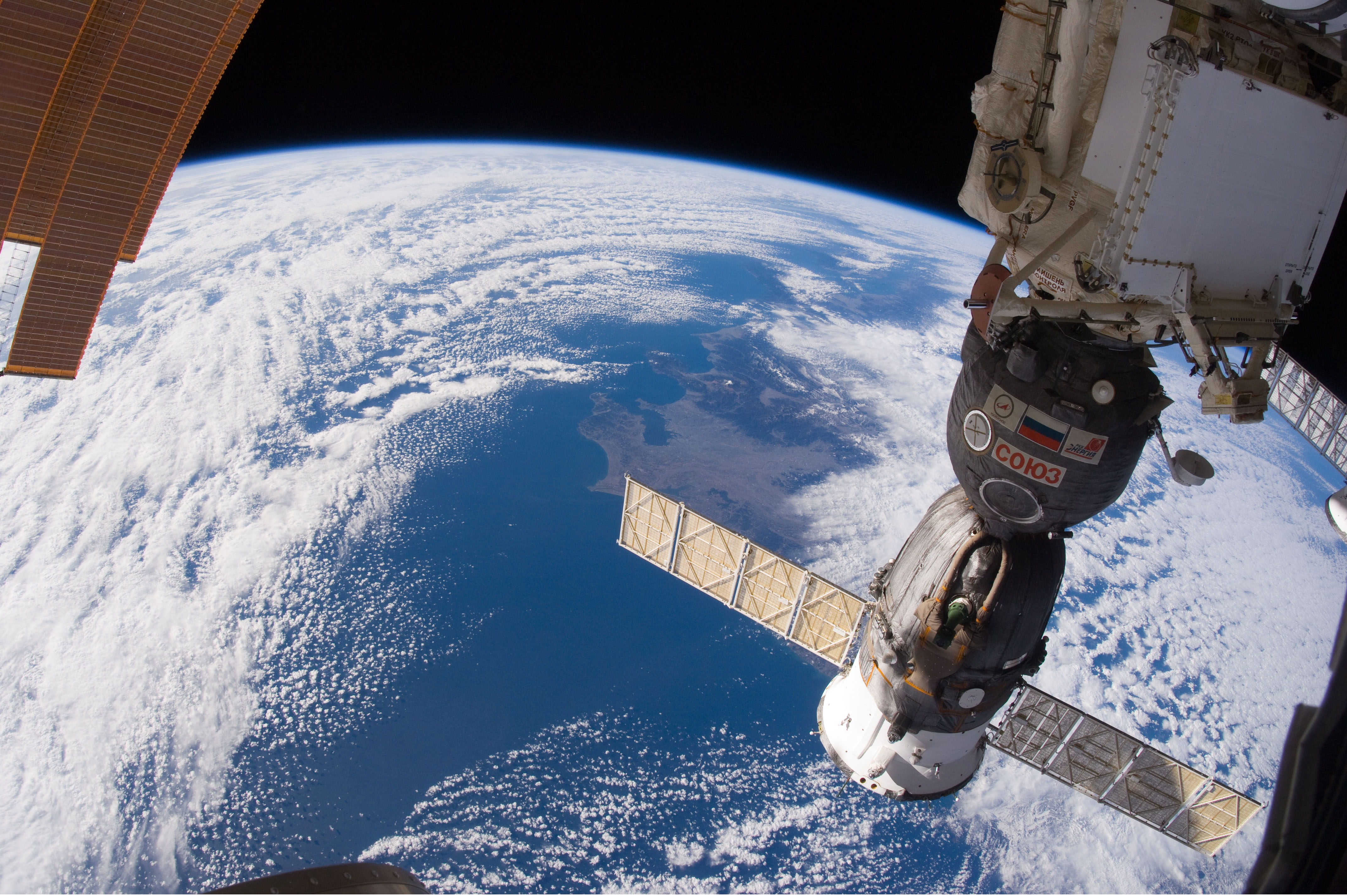
تی‌ام‌ای-۲۰ متصل به ایستگاه
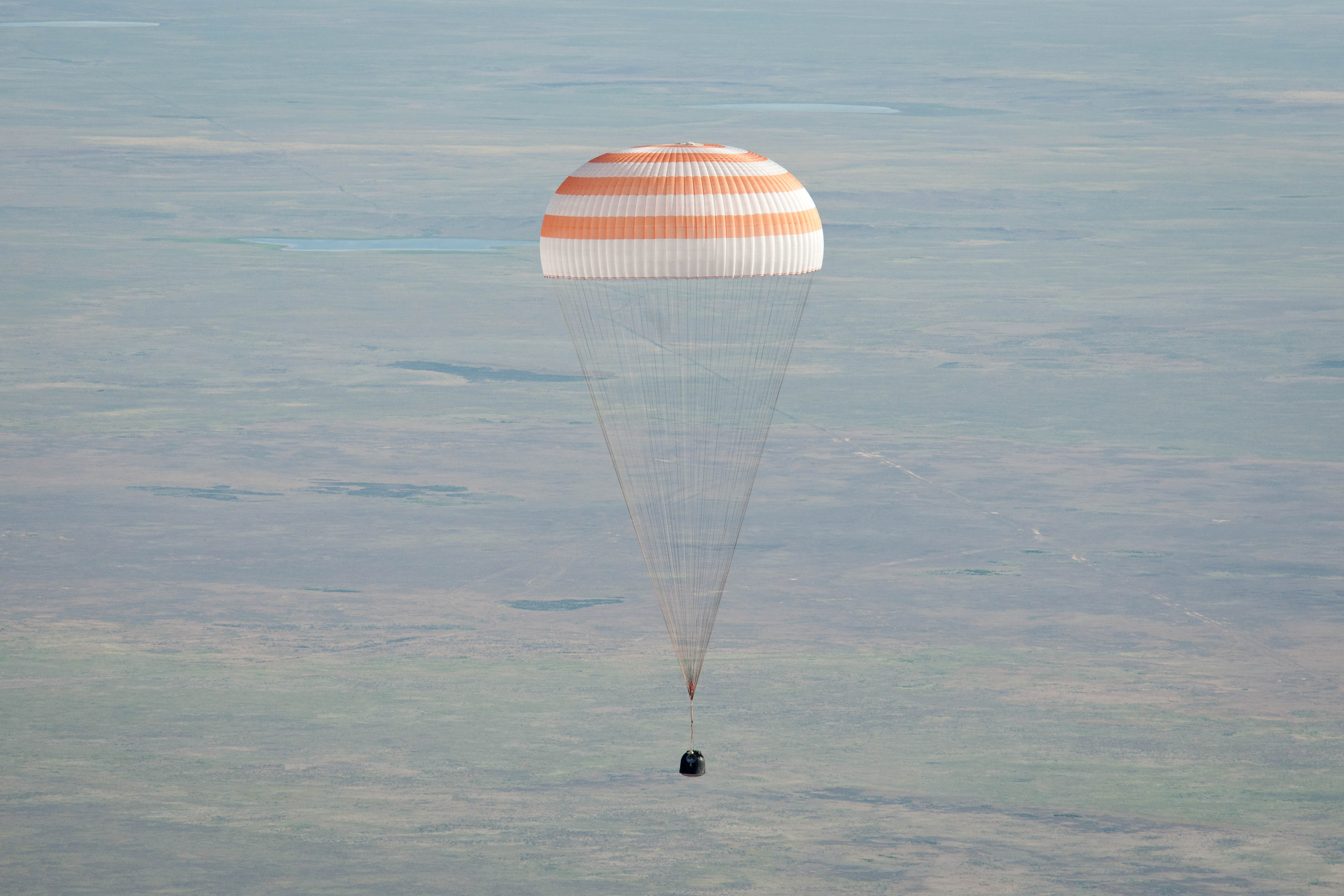
تی‌ام‌ای-۲۰ در راه بازگشت به زمین
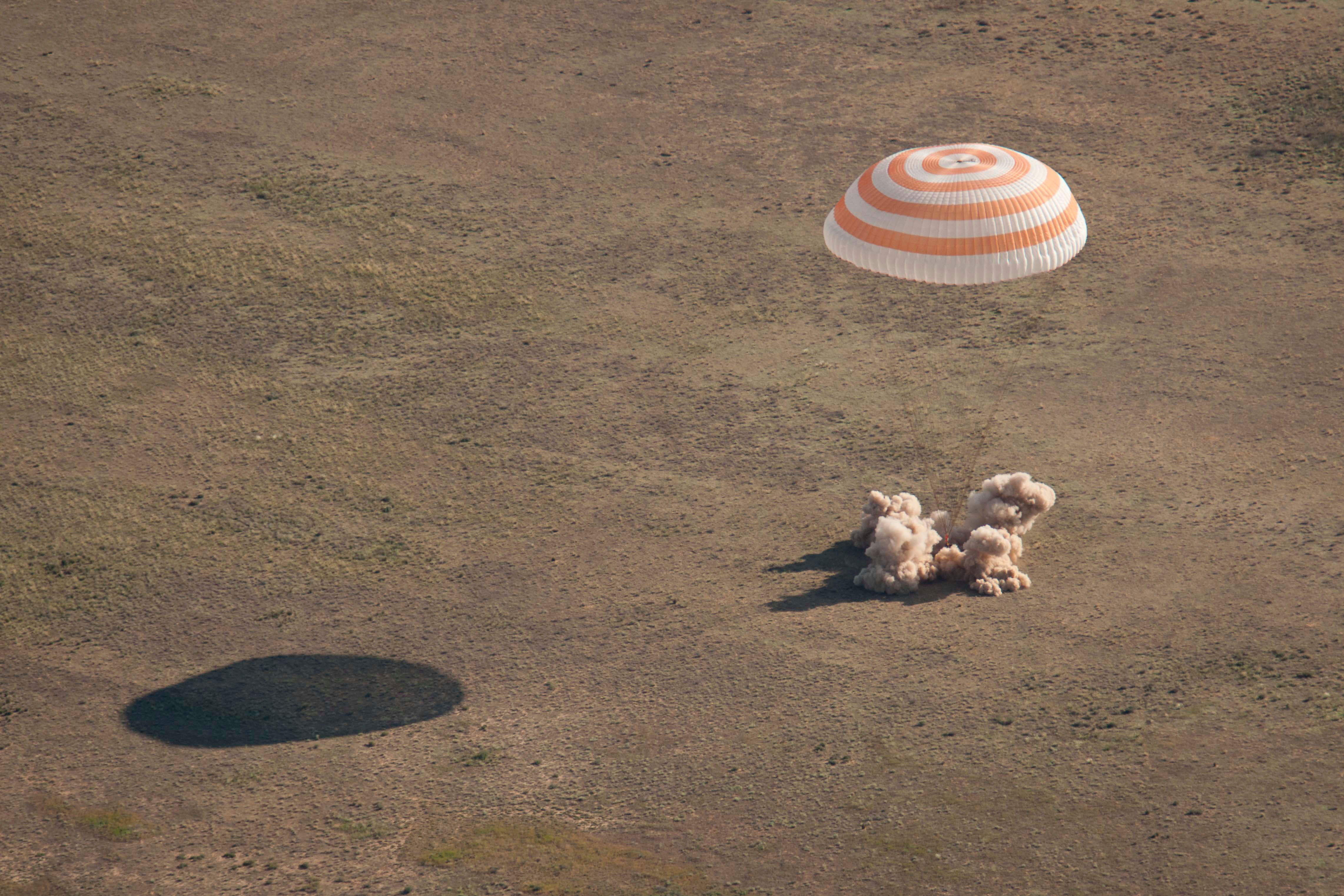
فرود تی‌ام‌ای-۲۰